# Winkelmodulation
Winkelmodulation ist der Oberbegriff für Modulationsarten, bei denen der Momentanphasenwinkel des Trägers durch das zu übertragende Signal beeinflusst wird, also für
- Phasenwinkelmodulation: der Momentanwert {\displaystyle U_{\text{S}}} der Signalspannung beeinflusst den relativen Phasenwinkel {\displaystyle \Delta \varphi _{\text{T}}} des Trägers: {\displaystyle \Delta \varphi _{\text{T}}(t)\sim U_{\text{S}}(t)}.
- Frequenzmodulation: der Momentanwert der Signalspannung beeinflusst die Frequenz {\displaystyle f_{\text{T}}} des Trägers: {\displaystyle \Delta f(t)\sim U_{\text{S}}(t)}.

Dabei entspricht die momentane Frequenz des Trägers der zeitlichen Ableitung des Phasenwinkels:
{\displaystyle f_{\text{T}}(t)={\dot {\varphi }}_{\text{T}}(t)}
Bei Frequenzmodulation lassen sich die hohen Frequenzen eines Nutzsignals schlechter übertragen, da der Phasenhub mit steigender Signalfrequenz kleiner wird. Um dem entsprechend schlechteren Signal-Rausch-Verhältnis hinter dem Modulator entgegenzuwirken, wendet man beim UKW-Rundfunk eine Preemphasis im Sender auf das Nutzsignal an. Diese wird im Empfänger mit einer Deemphasis wieder rückgängig gemacht.
Bei Phasenmodulation lassen sich tiefe Frequenzen schlechter übertragen, da die Frequenzänderung des Trägersignals proportional zur Signalfrequenz ist und sich daher bei niedrigen Signalfrequenzen der Trägerfrequenz nur wenig ändert.